# La Flamengrie, Aisne

La Flamengrie este o comună în departamentul Aisne din nordul Franței. În 1 ianuarie 2022 avea o populație de 1.098 de locuitori.